# Please, Please Do Not Disturb
Please, Please Do Not Disturb es un EP gratuito del grupo de indie rock británico The Vaccines. Fue publicado en su página web oficial el 24 de septiembre de 2012, para descarga gratuita desde la misma web. Este EP está compuesto por cuatro versiones, todos en acústico, que grabaron en varias habitaciones del hotel donde estaban durante la gira por los países de Europa del Este.

## Canciones
- The Beast In Me
- Mannequin
- The Winner Takes It All
- That Summer Feeling